# Manuel Ricardo Trelles
Manuel Ricardo Trelles (Buenos Aires, 7 de febrero de 1821 - 9 de abril de 1893) fue un historiador, archivista y bibliotecario argentino, organizador de la Biblioteca Nacional y fundador del Archivo General de la Nación, ubicado en Buenos Aires.

## Biografía
Era hijo de María Andrea Laprida y de Francisco Trelles, comerciante y marino que tuvo un papel destacado en la reconquista y defensa de Buenos Aires durante las Invasiones Inglesas al Río de la Plata y como armador en la Guerra del Brasil.
En su juventud ocupó diversos cargos públicos y ejerció como profesor de educación secundaria. En 1852 colaboró en la publicación de la versión de ese año del Diccionario de la lengua española de la Real Academia Española con un catálogo de términos americanos.
Desde mediados de la década de 1850 fue director del Departamento de Estadística de la Provincia de Buenos Aires, al que dio un gran impulso, organizando censos parciales y estadísticas económicas. Fundó el Registro Estadístico de Buenos Aires, y colaboró en su edición hasta su muerte.
En 1858 fue nombrado senador provincial y al año siguiente miembro de la Municipalidad de la Ciudad de Buenos Aires.
Fue director del el Archivo General del Estado de Buenos Aires, que a fines de 1862 pasó a ser el Archivo General de la Nación, y se dedicó a organizar sus colecciones en forma metódica; fue quien más aprovechó la enorme colección que había reunido y comenzado a clasificar Pedro de Angelis en la época de Rosas. Entre sus méritos se destaca una tenaz búsqueda de documentos públicos que estaban en poder de particulares.
Como anexo al Archivo de la Nación, reunió medallas y otros objetos, con los que comenzó a reunir un museo, del que más tarde surgió el  Museo Histórico Nacional.
Como historiador, publicó por la prensa nacional e internacional muchos artículos de los temas más variados, especializándose en arqueología y en la historia del descubrimiento y conquista del Río de la Plata. En una de sus publicaciones más conocidas – y controvertidas – atribuyó el descubrimiento del Río de la Plata al navegante portugués Diego García. Se le atribuía conocer la historia de cada uno de los acompañantes de Juan de Garay, y que podía dibujar de memoria el plano de la ciudad para cualquier año a partir de su fundación.
Realizó también publicaciones sobre los litigios de límites en que se vio envuelta la Argentina, basadas en documentos de la época hispánica. En sus ratos libres se dedicaba a la pintura, y también reunió una valiosa colección de cuadros de pintores argentinos y extranjeros. Era miembro de varias academias de historia de todo el mundo.
En 1875 fue nombrado director de la Biblioteca Pública de Buenos Aires, actual Biblioteca Nacional, que organizó con paciencia y tenacidad, logrando valiosos avances en la accesibilidad de los libros y documentos contenidos; derivó muchos papeles públicos que encontró en la Biblioteca al Archivo. Inició la publicación de la Revista de la Biblioteca Pública de Buenos Aires.
Se retiró de todo cargo público en 1884, aunque siguió colaborando en las publicaciones que había fundado hasta poco antes de su fallecimiento, ocurrido en abril de 1893.
Una calle de la ciudad de Buenos Aires, del barrio de La Paternal, recuerda a Trelles.

## Obras
- Revista del Archivo General de Buenos Aires. 4 volúmenes. Buenos Aires: Imprenta del "Porvenir". 1869-1872.
- Cuestión de límites entre la República Argentina y el Gobierno de Chile. Buenos Aires: Imprenta de la "Sociedad Tipográfica Bonaerense". 1865.
- Cuestión de límites entre la República Argentina y el Paraguay. Buenos Aires: Imprenta del "Comercio del Plata". 1867.
- Cuestión de límites entre la República Argentina y Bolivia. Buenos Aires: Imprenta del "Porvenir". 1872.
- Diego García primer descubridor del Río de la Plata. Buenos Aires: Imprenta del Porvenir. 1879.